# Eduard Blaas
Eduard Blaas (ur. ?, zm. ?) – niemiecki as myśliwski z czasów I wojny światowej z 5 potwierdzonymi zwycięstwami powietrznymi.
Eduard Blaas w 1918 roku służył w Marine Feldjagdstaffel Nr. II. Pierwsze zwycięstwo powietrzne odniósł 26 marca nad samolotem Sopwith Camel. W lecie został przeniesiony do Marine Feldjagdstaffel Nr. III, gdzie odniósł kolejne cztery zwycięstwa. Ostatnie potwierdzone zwycięstwo odniósł 1 października. Było to zwycięstwo podwójne nad DH9 z No. 218 Squadron RAF oraz nad Sopwith Camel z No. 210 Squadron RAF. Powojenne losy Blaasa nie są znane.